# Председништво САП Косова
Председништво Социјалистичке Аутономне Покрајине Косова (алб. Kryesia e Krahinës Socialiste Autonome të Kosovës) био је назив за колективни орган управљања у Социјалистичкој Аутономној Покрајини Косово, једној од две аутономне покрајине у саставу Социјалистичке Републике Србије, од 1974. до 1991. године.
Аутономна Косовско-метохијска област формирана је јула 1945, а Уставом Србије априла 1963. подигнута је на ниво Аутономне Покрајине. Највишу функцију у покрајини вршио је председник Обласног Народноослободилачког одбора Косова и Метохије, односно председник Народне скупштине Косова и Метохије. Усвајањем Устава САП Косова 27. фебруара 1974. уведена је функција Председништва САП Косова, по узору на Председништво СФРЈ и председништва у социјалистичким републикама.
Укинуто је доношењем Устава Републике Србије 28. септембра 1990, односно 18. марта 1991. усвајањем Закона о престанку рада Председништва САП Косова.
Према Уставу Косова, Председништво је могло да има 11 чланова — 9 које је бирала Скупштина и два по положају — председник Скупштине САП Косова и председник Покрајинског комитета Савеза комуниста Косова (до 1988). У периоду од 1974. до 1990. на челу Председништва САП Косова налазило се девет председника.

## Историјат
Од формирања Косовско-метохијске области, јула 1945, која је према Уставу Србије из априла 1963. подигнута на ниво аутономне покрајине, а фебруара 1969. преименована у Социјалистичку Аутономну Покрајину Косово, највишу функцију у покрајини обављао је најпре председник Обласног Народног одбора, односно председник Скупштине САП Косова.
Усвајањем Устава СФРЈ фебруара 1974. предвиђена је могућност формирања председништва у републикама и покрајинама по узору на Председништво СФРЈ. Такође, овај Устав је покрајинама Војводини и Косову, које су се налазиле у оквиру СР Србије, дао знатно већа овлашћења чиме су постали конститутивни елемент југословенске федерације. На основу Устава Косова усвојеног 27. фебруара 1974. установљено је Председништво САП Косова, које је конституисано маја 1974. године. Према Уставу чланове Председништва је предлагала Кандидациона комисија Социјалистичког савеза радног народа (ССРН) Косова, а бирала Скупштина Косова. Поред чланова, које је бирала Скупштина, чланови Председништва су по функцији били председник Скупштине и председник Покрајинског комитета Савеза комуниста Косова.
Мандат чланова Председништва био је четири године, док је мандат председника био најпре четири, а потом од 1982. једну годину. Прво седмочлано Председништво САП Косова формирано је маја 1974. и његов председник био је Џавид Нимани. Након истека мандата, маја 1978. формирано је ново седмочлано Председништво, коме су придружена два члана — јуна 1979. и марта 1980. године. Председник у другом мандату поново је био Нимани, који је услед политичке кризе, која је настала након немира на Косову марта 1981, приморан да августа исте године поднесе оставку. За члана Председништва тада је изабран Али Шукрија, који је преузео дужност председника до краја мандата маја 1982. године.
Треће Председништво САП Косова формирано је маја 1982, а у овом мандату једногодишњи мандат председника обављали су — Кољ Широка, Шефћет Јашири, Небих Гаши и Бранислав Шкембаревић. Маја 1986. формирано је четврто Председништво чији је први председник у два једногодишња мандата био Бајрам Селани, а од маја 1988. Ремзи Кољгеци. Трећи и четврти мандат Председништва обележили су политички сукоби изазвани учесталим албанским демонстрацијама, на којима су поред социјалних, истицане и националистичке и сепаратистичке пароле. Непрекидна активност албанског иридентистичког покрета, као и терор над српско-црногорском мањином, знатно су утицали на односе републичког руководства СР Србије и ЦК СК Србије са покрајинским руководством САП Косова и ПК СК Косова. Државно-партијско руководство Србије покушавало је још од краја 1970-их, а посебно од половине 1980-их, да органима федерације укаже на лош однос са покрајинама и посебно на тежње дела покрајинског руководства Косова да САП Косово постане седма југословенска република.
Како без сагласности покрајинских скупштина Војводине и Косова, републичка Скупштина Србије није могла да измени Устав СР Србије из 1974. и смањи овлашћења покрајина, ново руководство Србије, предвођено председником ЦК СКС Слободаном Милошевићем, почело је са политичким притисцима на покрајинска руководства. Масовним „антибирократским” демонстрацијама у Новом Саду, октобра 1988. руководство Војводине приморано је на оставку, а крајем новембра 1988. то је учинило и руководство Покрајинског комитета СК Косова предвођено Каћушом Јашари и Аземом Власијем. Након смене Јашаријеве, функцију в.д. председника преузео је Ремзи Кољгеци, председник Председништва САП Косова и обављао је до јануара 1989. када је на ову функцију изабран Рахман Морина.
Најављене уставне промене и ограничење овлашћења покрајина, изазвало је нови талас незадовољства међу албанским становништвом на Косову, што је кулминирало штрајком рудара у Старом тргу, фебруара 1989. године. Убрзо након штрајка, ухапшен је Азем Власи, под оптужбом за организовање контрареволуцијена САП Косово. Његово хапшење, као и измена Устава СР Србије, марта 1989. године додатно су продубили политичке проблеме у Покрајини, услед чега је Ремзи Кољгеци 5. априла 1989. поднео оставку. До избора Хисеина Кадмочаја за новог председника, 27. јуна 1989, вршилац дужности председника Председништва био је Бајрам Селани, ранији председник.
Промена Устава, којом су значајно смањена овлашћења Покрајине, смењивање руководства СК Косова и хапшење Власија, додатно су продубили политичку кризу у САП Косово, где су све чешће избијале демонстрације албанских иридентиста, а власт одговарала увођењем ванредног стања. Након избора за сва већа Скупштине САП Косова, одржаних 12. новембра 1989. ново Председништво САП Косова је формирано 4. децембра 1989, а за његовог председник поново је изабран Кадмочај. На дешавања на Косову, утицали су и одјеци југословенске кризе, посебно након распада Савеза комуниста Југославије, јануара 1990. и све отворенијих сепаратистичких тежњи у Хрватској и Словенији. Подстакнута дешавањима у Љубљани и Загребу, група делегата Скупштине САП Косово, покушала је да на седници Скупштине званично тражи гласање о предлогу да САП Косово постане република у оквиру СФРЈ. Пошто је седница Скупштине тада прекинута, група од 14 делегата је 2. јула 1990. испред зграде Скупштине изгласала Уставну деклерацију којом је проглашена Република Косово, у саставу СФРЈ. Реагујући на овај неуставни чин, Скупштина СР Србије је 5. јула 1990. донела Закон о престанку рада Скупштине САП Косово и Извршног већа Скупштине САП Косово којим су укинуте надлежности и распуштена Скупштина САП Косова и њено Извршно веће, а права и дужности покрајинске скупштине и Извршног већа преузели су органи Извршног већа Скупштине СР Србије.
Укидањем Скупштине и њеног Извршног већа (Владе) суштиниски је укинута Социјалистичка Аутономна Покрајина Косово, а њени једини преостали органи били су Председништво САП Косова, Уставни и Врховни суд, као и покрајински секретаријат за управу и правосуђе и члан Председништва СФРЈ из САП Косова. Доношењем Устава Републике Србије 28. септембра 1990, односоно Закона за примену устава, предвиђен је рок од шест месеци за укидање преосталих институција, укључујући и Председништво. Услед кризе настале у Председништву СФРЈ, марта 1991. оставке су поднели председник Председништва и члан из Србије Борисав Јовић и чланови из Црне Горе и Војводине — Ненад Бућин и Југослав Костић. Пошто руководство Србије није имало поверења у Ризу Сапунџију, члана Председништва са Косова, Народна скупштина Србије га је 18. марта 1991. разрешила чланства у Председништву СФРЈ. Како је према Уставу СФРЈ, члана Председништва СФРЈ, услед немогућности обављања дужности (оставка, смењивање, смрт и др) замењивао председник Председништва републике или покрајине из које је долазио, а у овом случају председник Председништва САП Косова Кадмочај, Скупштина Србије је истог дана донела Закон о престанку рада Председништва САП Косова. Поред Кадмочаја, који је био председник, чланови последњег Председништва били су — Павле Васић, Мехди Ђакова, Муса Јунику и Раденко Круљ.

## Списак председника Председништва
| председништво       | број                  | име и презиме       | почетак мандата   | крај мандата     | напомена       |
| ------------------- | --------------------- | ------------------- | ----------------- | ---------------- | -------------- |
| 1 мандат 1974—1978. | 1                     | Џавид Нимани        | мај 1974.         | мај 1978.        |                |
| 2 мандат 1978—1982. | 1                     | Џавид Нимани        | мај 1978.         | 17. јул 1981.    | поднео оставку |
| 2 мандат 1978—1982. | 2                     | Али Шукрија         | 5. август 1981.   | 5. мај 1982.     |                |
| 3 мандат 1982—1986. |                       |                     |                   |                  |                |
| 3                   | Кољ Широка            | 5. мај 1982.        | 4. мај 1983.      |                  |                |
| 4                   | Шефћет Јашари         | 4. мај 1983.        | 4. мај 1984.      |                  |                |
| 5                   | Шефћет Небих Гаши     | 4. мај 1984.        | 30. април 1985.   |                  |                |
| 6                   | Бранислав Шкембаревић | 30. април 1985.     | 5. мај 1986.      |                  |                |
| 4 мандат 1986—1989. |                       |                     |                   |                  |                |
| 7                   | Бајрам Селани         | 5. мај 1986.        | 5. мај 1987.      |                  |                |
| 7                   | Бајрам Селани         | 5. мај 1987.        | 5. мај 1988.      |                  |                |
| 8                   | Ремзи Кољгеци         | 5. мај 1988.        | 5. април 1989.    | подено оставку   |                |
| /                   | Бајрам Селани         | 5. април 1989.      | 27. јун 1989.     | вршилац дужности |                |
| 9                   | Хисен Кајдмочај       | 27. јун 1989.       | 4. децембар 1989. |                  |                |
| 9                   | Хисен Кајдмочај       | 5 мандат 1989—1991. | 4. децембар 1989. | 18. март 1991.   |                |

## Чланови Председништва САП Косова

### 1974—1978.
| Председништво САП Косоав изабрано маја 1974. | Председништво САП Косоав изабрано маја 1974. | Председништво САП Косоав изабрано маја 1974. | Председништво САП Косоав изабрано маја 1974. |
| члан                                         | име и презиме                                | функција                                     | напомена                                     |
| -------------------------------------------- | -------------------------------------------- | -------------------------------------------- | -------------------------------------------- |
| Чланови које је изабрала Скупштина           |                                              |                                              |                                              |
| 1                                            | Џавид Нимани                                 | председник 1974—1978.                        |                                              |
| 2                                            | Исмаиљ Бајра                                 | члан                                         |                                              |
| 3                                            | Василије Богдановић                          | члан                                         |                                              |
| 4                                            | Боро Дрмончић                                | члан                                         |                                              |
| 5                                            | Бејто Новобрдалија                           | члан                                         |                                              |
| 6                                            | Сретко Трифуновић                            | члан                                         |                                              |
| 7                                            | Халил Фејзулаху                              | члан                                         |                                              |
| Чланови по положају                          |                                              |                                              |                                              |
| 8                                            | ?                                            | председник Скупштине САП Косова              |                                              |
| 9                                            | Махмут Бакали                                | председник ПК СК Косова                      |                                              |

### 1978—1982.
| Председништво САП Косова изабрано маја 1978. | Председништво САП Косова изабрано маја 1978. | Председништво САП Косова изабрано маја 1978. | Председништво САП Косова изабрано маја 1978. |
| члан                                         | име и презиме                                | функција                                     | напомена                                     |
| -------------------------------------------- | -------------------------------------------- | -------------------------------------------- | -------------------------------------------- |
| Чланови које је изабрала Скупштина           |                                              |                                              |                                              |
| 1                                            | Џавид Нимани                                 | председник 1974—1978.                        | поднео оставку јула 1981.                    |
| 1                                            | Али Шукрија                                  | председник 1981—1982.                        | члан од августа 1981.                        |
| 2                                            | Азем Аземи                                   | члан                                         |                                              |
| 3                                            | Василије Богдановић                          | члан                                         |                                              |
| 4                                            | Фериз Краснићи                               | члан                                         |                                              |
| 5                                            | Бејто Новобрдалија                           | члан                                         |                                              |
| 6                                            | Бајрам Селими                                | члан                                         |                                              |
| 7                                            | Сретко Трифуновић                            | члан                                         |                                              |
| 8                                            | Предраг Цуцкић                               | члан                                         | члан од јуна 1979.                           |
| 9                                            | Аслан Скендери                               | члан                                         | члан од марта 1980.                          |
| Чланови по положају                          |                                              |                                              |                                              |
| 10                                           | Душан Ристић                                 | председник Скупштине САП Косова              | од маја 1978. до августа 1981.               |
| 10                                           | Илија Вакић                                  | председник Скупштине САП Косова              | од августа 1981. до маја 1982.               |
| 11                                           | Махмут Бакали                                | председник ПК СК Косова                      | од маја 1978. до јула 1981.                  |
| 11                                           | Вели Дева                                    | председник ПК СК Косова                      | од августа 1981. до маја 1982.               |

### 1982—1986.
| Председништво САП Косова изабрано 5. маја 1982. | Председништво САП Косова изабрано 5. маја 1982. | Председништво САП Косова изабрано 5. маја 1982. | Председништво САП Косова изабрано 5. маја 1982. |
| члан                                            | име и презиме                                   | функција                                        | напомена                                        |
| ----------------------------------------------- | ----------------------------------------------- | ----------------------------------------------- | ----------------------------------------------- |
| Чланови које је изабрала Скупштина              |                                                 |                                                 |                                                 |
| 1                                               | Кољ Широка                                      | члан и председник 1982—1983.                    | члан до маја 1985.                              |
| 2                                               | Шефћет Јашари                                   | члан и председник 1983—1984.                    |                                                 |
| 3                                               | Шефћет Небих Гаши                               | члан и председник 1984—1985.                    | члан од децембра 1983.                          |
| 4                                               | Бранислав Шкембаревић                           | члан и председник 1985—1986.                    |                                                 |
| 5                                               | Азем Аземи                                      | члан                                            |                                                 |
| 6                                               | Аљуш Гаши                                       | члан                                            |                                                 |
| 7                                               | Хашим Мустафа                                   | члан                                            |                                                 |
| 8                                               | Џевдет Хамза                                    | члан                                            |                                                 |
| 9                                               | Предраг Цуцкић                                  | члан                                            | умро новембра 1985.                             |
| Чланови по положају                             |                                                 |                                                 |                                                 |
| 10                                              | Синан Хасани                                    | председник Председништва ПК СК Косова           | члан од јуна 1982.до маја 1983.                 |
| 10                                              | Иљаз Куртеши                                    | председник Председништва ПК СК Косова           | члан од маја 1983. до маја 1984.                |
| 10                                              | Светислав Долашевић                             | председник Председништва ПК СК Косова           | члан од маја 1984. до маја 1985.                |
| 10                                              | Кољ Широка                                      | председник Председништва ПК СК Косова           | члан од маја 1985. до маја 1986.                |

### 1986—1989.
| Председништво САП Косова изабрано 5. маја 1986. | Председништво САП Косова изабрано 5. маја 1986. | Председништво САП Косова изабрано 5. маја 1986.      | Председништво САП Косова изабрано 5. маја 1986. |
| члан                                            | име и презиме                                   | функција                                             | напомена                                        |
| ----------------------------------------------- | ----------------------------------------------- | ---------------------------------------------------- | ----------------------------------------------- |
| Чланови које је изабрала Скупштина              |                                                 |                                                      |                                                 |
| 1                                               | Бајрам Селани                                   | члан и председник 1986—1988. и в.д. председник 1989. |                                                 |
| 2                                               | Ремзи Кољгеци                                   | члан и председник 1988—1989.                         | члан од 5. маја 1988. до 5. маја 1989.          |
| 2                                               | Хисен Кајдмочај                                 | члан и председник 1989.                              | члан од 27. јуна 1989.                          |
| 3                                               | Данило Васић                                    | члан                                                 |                                                 |
| 4                                               | Небих Гаши                                      | члан                                                 | члан до 5. маја 1989.                           |
| 5                                               | Минир Души                                      | члан                                                 |                                                 |
| 6                                               | Вукашин Јокановић                               | члан                                                 |                                                 |
| 7                                               | Петар Костић                                    | члан                                                 |                                                 |
| 8                                               | Хисен Прекази                                   | члан                                                 |                                                 |
| Чланови по положају                             |                                                 |                                                      |                                                 |
| 9                                               | Азем Власи                                      | председник Председништва ПК СК Косова                | члан од 5. маја 1986. до 27. априла 1988.       |
| 9                                               | Каћуша Јашари                                   | председник Председништва ПК СК Косова                | члан од 27. априла 1988. до 18. новембра 1988.  |
| 9                                               | Ремзи Кољгеци                                   | председник Председништва ПК СК Косова                | члан од 18. новембар 1988. до 1989.             |

### 1989—1991.
| Председништво САП Косова изабрано 4. децембра 1989. | Председништво САП Косова изабрано 4. децембра 1989. | Председништво САП Косова изабрано 4. децембра 1989. | Председништво САП Косова изабрано 4. децембра 1989. |
| члан                                                | име и презиме                                       | функција                                            | напомена                                            |
| --------------------------------------------------- | --------------------------------------------------- | --------------------------------------------------- | --------------------------------------------------- |
| Чланови које је изабрала Скупштина                  |                                                     |                                                     |                                                     |
| 1                                                   | Хисен Кајдмочај                                     | члан и председник 1989—1991.                        |                                                     |
| 2                                                   | Павле Васић                                         | члан                                                |                                                     |
| 3                                                   | Мехди Ђакова                                        | члан                                                |                                                     |
| 4                                                   | Муса Јунику                                         | члан                                                |                                                     |
| 5                                                   | Раденко Круљ                                        | члан                                                |                                                     |